# Zala Predators 2015
Questa voce raccoglie le informazioni riguardanti gli Zala Predators nelle competizioni ufficiali della stagione 2015.

## Divízió II 2015

### Stagione regolare
| 12 aprile 2015 2ª giornata | Zala Predators | 45 – 0 | Győr Sharks 2 |  |

| 19 aprile 2015 3ª giornata | Szekszárd Bad Bones | 34 – 7 | Zala Predators |  |

| 10 maggio 2015 5ª giornata | Fehérvár Enthroners | 21 – 14 | Zala Predators |  |

| 23 maggio 2015 7ª giornata | Zala Predators | 47 – 0 | Dabas Sparks |  |

### Playoff
| 20 giugno 2015 Wild Card | Zala Predators | 14 – 7 | Fehérvár Enthroners |  |

| 28 giugno 2015 Semifinale | Debrecen Gladiators | 40 – 14 | Zala Predators |  |

## Statistiche di squadra
| Competizione      | %Vittorie | In casa | In casa | In casa | In casa | In casa | In casa | In trasferta | In trasferta | In trasferta | In trasferta | In trasferta | In trasferta | Totale | Totale | Totale | Totale | Totale | Totale |
| Competizione      | %Vittorie | G       | V       | N       | P       | Pf      | Ps      | G            | V            | N            | P            | Pf           | Ps           | G      | V      | N      | P      | Pf     | Ps     |
| ----------------- | --------- | ------- | ------- | ------- | ------- | ------- | ------- | ------------ | ------------ | ------------ | ------------ | ------------ | ------------ | ------ | ------ | ------ | ------ | ------ | ------ |
| Stagione regolare | .500      | 2       | 2       | 0       | 0       | 92      | 0       | 2            | 0            | 0            | 2            | 21           | 55           | 4      | 2      | 0      | 2      | 113    | 55     |
| Playoff           | .500      | 1       | 1       | 0       | 0       | 14      | 7       | 1            | 0            | 0            | 1            | 14           | 40           | 2      | 1      | 0      | 1      | 28     | 47     |
| Totale            | .500      | 3       | 3       | 0       | 0       | 106     | 7       | 3            | 0            | 0            | 3            | 35           | 95           | 6      | 3      | 0      | 3      | 141    | 102    |